# Förde Sparkasse
Die Förde Sparkasse ist eine öffentlich-rechtliche Sparkasse mit Sitz in Kiel in Schleswig-Holstein.

## Organisationsstruktur
Die Förde Sparkasse ist eine Anstalt des öffentlichen Rechts. Rechtsgrundlagen sind das Sparkassengesetz für Schleswig-Holstein und die durch den Verwaltungsrat der Sparkasse erlassene Satzung. Organe der Sparkasse sind der Vorstand und der Verwaltungsrat.
Träger der Förde Sparkasse ist der Zweckverband Förde Sparkasse. Dem Zweckverband gehören als Mitglieder an:
- Zweckverband Sparkasse Rendsburg-Eckernförde, bestehend aus dem Kreis Rendsburg-Eckernförde, der Stadt Eckernförde und dem Zweckverband Sparkasse Hohn-Jevenstedt
- Zweckverband Sparkasse Hohenwestedt, bestehend aus den Gemeinden Arpsdorf, Aukrug, Ehndorf, Grauel, Heinkenborstel, Hohenwestedt, Jahrsdorf, Meezen, Mörel, Nienborstel, Nindorf, Osterstedt, Padenstedt, Rade b. Hohenwestedt, Remmels, Tappendorf, Todenbüttel, Wapelfeld und Wasbek (alle im Kreis Rendsburg-Eckernförde gelegen) sowie Peissen, Silzen und Poyenberg (gelegen im Kreis Steinburg)
- Zweckverband Sparkasse Kreis Plön, bestehend aus dem Kreis Plön und der Stadt Preetz
- Landeshauptstadt Kiel

## Geschäftsausrichtung und Geschäftserfolg
Die Förde Sparkasse wies im Geschäftsjahr 2023 eine Bilanzsumme von 8,977 Mrd. Euro aus und verfügte über Kundeneinlagen von 7,118 Mrd. Euro. Gemäß der Sparkassenrangliste 2023 liegt sie nach Bilanzsumme auf Rang 34. Sie unterhält 60 Filialen/Selbstbedienungsstandorte und beschäftigt 1.187 Mitarbeiter.
Die Förde Sparkasse versteht sich als Universalbank, bei der Privatkunden und die mittelständische Wirtschaft in der Region im Fokus stehen. Darüber hinaus bietet die Förde Sparkasse für Kunden mit speziellen Beratungsbedürfnissen Kompetenzzentren und Spezialisten mit folgenden Schwerpunkten an:
- Private Banking
- Versicherungsagentur
- Immobilienzentrum
- Kompetenzzentren
  - Institutionelle Kunden
  - Freie Berufe
  - Agrarkunden
- Spezialisten für
  - Vermögensmanagement
  - Kommunen
  - Erneuerbare Energien
  - Stiftungs- und Generationsmanagement
  - Existenzgründung

Die Förde Sparkasse arbeitet eng mit Verbundpartnern aus der Sparkassen-Finanzgruppe zusammen und ist gemäß Satzung dazu verpflichtet, die Geschäfte nach wirtschaftlichen Grundsätzen zu betreiben. Die Funktion einer Girozentrale für die Sparkassen in Schleswig-Holstein übernimmt seit 2018 die Norddeutsche Landesbank.

## Geschichte
Die Förde Sparkasse ist zum 1. Januar 2007 aus der Fusion der Sparkasse Eckernförde, der Sparkasse Kiel und der Sparkasse Kreis Plön hervorgegangen. Mit Wirkung vom 1. Juli 2016 übernahm die Förde Sparkasse die Sparkasse Hohenwestedt.
Die Geschichte der Vorgängerinstitute reicht zurück bis in das Jahr 1796, in dem die Spar- und Leihkasse zu Kiel als erste Sparkasse Schleswig-Holsteins durch die „Gesellschaft freiwilliger Armenfreunde“ gegründet wurde.
Die Sparkasse Mittelholstein und die Förde Sparkasse führten seit dem Herbst 2020 Gespräche über eine mögliche Fusion der beiden Institute. Durch die Fusion entstünde eine Bank mit einer Bilanzsumme von knapp 10 Milliarden Euro. Kritik wurde jedoch an der möglichen Rechtsform einer Aktiengesellschaft geübt, an der sich auch private Investoren beteiligen könnten. Der Deutsche Landkreistag kritisierte, dass die Sparkasse dann nicht mehr dem Sparkassengesetz für Schleswig-Holstein unterliege, sondern dem bundesweiten Aktienrecht. Am 18. Dezember 2020 gaben die beiden Sparkassen bekannt, dass die Fusionsgespräche beendet wurden, die Idee wurde aufgegeben.

## Geschäftsgebiet
Das Geschäftsgebiet der Förde Sparkasse umfasst 2300 Quadratkilometer. Insgesamt leben ca. 500.000 Einwohner im Einzugsgebiet. Die nördlichste Filiale befindet sich in Karby und die südlichste ist in Wasbek. Östlich und im Westen begrenzen die Filialen in Lütjenburg beziehungsweise Hohn das Geschäftsgebiet.

## Soziales Engagement
Die Förde Sparkasse engagiert sich für die Region: 2020 wurden knapp 600 Fördermaßnahmen in den Bereichen Sport, Kunst, Kultur, Wissenschaft, Umwelt und Soziales begleitet. Dafür wurden (inkl. der Zuwendungen der Sparkassen-Stiftungen) über 3,7 Mio. Euro bereitgestellt. Das soziale Engagement wird durch die Stiftergemeinschaft der Förde Sparkasse ergänzt, unter deren Dach sich aktuell 72 Stiftungen versammeln.

## Schreibweise
Die Förde Sparkasse schreibt sich entgegen den Regeln der deutschen Rechtschreibung weder in einem Wort noch mit Bindestrich. Die Sparkasse begründet dies damit, dass in ihrem Logo die Wörter „Förde“ und „Sparkasse“ nicht neben-, sondern untereinander stehen und ein Bindestrich hinter dem Wort „Förde“ bei dieser Anordnung störend wirke.